# Merchas Doski
Merchas Ghazi Salih Doski (arabsky: ميرخاس غازي صالح دوسكي) (* 7. prosince 1999) je irácký profesionální fotbalista, který hraje na pozici levého obránce za český klub FC Viktoria Plzeň. Narodil se v Německu, ale reprezentuje irácký národní tým.

## Klubová kariéra
Doski se narodil v Hannoveru a vyrůstal v okrese Vahrenheide. Hrál mládežnický fotbal za Arminii Hannover a Germania Egestorf/Langreder. Poté, co se etabloval v klubu Heesseler SV, přestoupil do MTV Eintracht Celle v Oberlize.
V červenci 2020, po zkoušce v klubu, Doski podepsal smlouvu s rakouským týmem Wacker Innsbruck. Svůj první gól za první tým vstřelil v listopadu při výhře 3:2 nad SV Horn v rakouské 2. Lize. V prosinci se s Wackerem Innsbruck dohodl na nové smlouvě do roku 2023. Jeho herní čas v prvním týmu byl ovšem omezený, ale v létě 2021 si zahrál v přátelském utkání proti Liverpoolu. V květnu 2022 ukončil smlouvu ve Wackeru Innsbruck poté, co klub nevyplácel platy hráčům.
Poté, co v roce 2022 zazářil na Mistrovství Asie ve fotbale hráčů do 23 let 2022 v Uzbekistánu, nastoupil na zkoušku za Slovácko a později si vysloužil přestup k vítězi Českého poháru, kde se etabloval jako stálice prvního týmu.
Po dvou letech ve Slovácku se upsal na tři roky Viktorii Plzeň.

## Reprezentační kariéra
Doski, který je způsobilý reprezentovat Německo, byl v lednu 2022 pozván na kemp iráckého olympijského týmu a byl jedním z pěti iráckých hráčů působících v zahraničí, kteří byli později vybráni pro turnaj Dubai Cup 2022. Debutoval proti Vietnamu a poté hrál také proti Saúdské Arábii a Thajsku.
Hrál v obou přípravných zápasech proti Íránu, než byl vybrán na Mistrovství Asie ve fotbale hráčů do 23 let 2022 v Uzbekistánu. Byl jedním z nejvýraznějších hráčů Iráku během turnaje, když skóroval také v penaltovém rozstřelu proti Uzbekistánu.
Dne 25. srpna 2022 byl Doski poprvé povolán do seniorského národního týmu, který hrál na mezinárodním turnaji v Jordánsku.

## Statistiky

### Klubové
Platí k zápasu hranému 17. června 2025.
| Klub                           | Sezóna            | Liga                    | Liga   | Liga | Národní pohár | Národní pohár | Kontinentální | Kontinentální | Ostatní | Ostatní | Celkově | Celkově |
| Klub                           | Sezóna            | Soutěž                  | Zápasy | Góly | Zápasy        | Góly          | Zápasy        | Góly          | Zápasy  | Góly    | Zápasy  | Góly    |
| ------------------------------ | ----------------- | ----------------------- | ------ | ---- | ------------- | ------------- | ------------- | ------------- | ------- | ------- | ------- | ------- |
| Germania Egestorf/Langreder II | 2017/18           | Landesliga Hannover     |        |      | —             | —             | —             | —             | —       | —       |         |         |
| Heesseler SV                   | 2018/19           | Landesliga Hannover     |        |      | —             | —             | —             | —             | —       | —       |         |         |
| MTV Eintracht Celle            | 2019/20           | Oberliga Niedersachsen  | 19     | 0    |               |               | —             | —             | —       | —       | 19      | 0       |
| Wacker Innsbruck               | 2020/21           | 2. Liga                 | 4      | 1    | 0             | 0             | —             | —             | —       | —       | 4       | 1       |
| Wacker Innsbruck               | 2021/22           | 2. Liga                 | 6      | 0    | 1             | 0             | —             | —             | —       | —       | 7       | 0       |
| Wacker Innsbruck               | Celkově           | Celkově                 | 10     | 1    | 1             | 0             | —             | —             | —       | —       | 11      | 1       |
| Wacker Innsbruck II            | 2020/21           | Regionalliga Tirol      | 11     | 0    | —             | —             | —             | —             | —       | —       | 11      | 0       |
| Wacker Innsbruck II            | 2021/22           | Regionalliga Tirol      | 7      | 0    | —             | —             | —             | —             | —       | —       | 7       | 0       |
| Wacker Innsbruck II            | Celkově           | Celkově                 | 18     | 0    | —             | —             | —             | —             | —       | —       | 18      | 0       |
| Slovácko                       | 2022/23           | 1. česká fotbalová liga | 26     | 3    | 3             | 0             | 10            | 0             | —       | —       | 39      | 3       |
| Slovácko                       | 2023/24           | 1. česká fotbalová liga | 21     | 1    | 1             | 0             | 0             | 0             | —       | —       | 22      | 1       |
| Slovácko                       | 2024/25           | 1. česká fotbalová liga | 16     | 0    | —             | —             | —             | —             | —       | —       | 16      | 0       |
| Slovácko                       | Celkově           | Celkově                 | 63     | 4    | 4             | 0             | 10            | 0             | —       | —       | 77      | 4       |
| FC Viktoria Plzeň              | 2024/25           | 1. česká fotbalová liga | 11     | 0    | 2             | 0             | 3             | 0             | —       | —       | 16      | 0       |
| Celkově v kariéře              | Celkově v kariéře | Celkově v kariéře       | 121    | 5    | 7             | 0             | 13            | 0             | 0       | 0       | 141     | 5       |

### Reprezentační
Platí k zápasu hranému 17. června 2025.
| Národní tým | Rok     | Zápasy | Góly |
| ----------- | ------- | ------ | ---- |
| Irák        | 2022    | 2      | 0    |
| Irák        | 2023    | 7      | 0    |
| Irák        | 2024    | 11     | 0    |
| Irák        | 2025    | 3      | 0    |
| Celkově     | Celkově | 23     | 0    |